# Redigobius dewaali
Redigobius dewaali là một loài cá thuộc họ Gobiidae. Nó được tìm thấy ở Mozambique và Nam Phi.